# Sander Westerveld
Sander Westerveld (Enschede, 23 ottobre 1974) è un allenatore di calcio ed ex calciatore olandese, di ruolo portiere.

## Carriera

### Club
Debutta nel calcio professionistico con il Twente, formazione della sua città natale, ma dopo una sola stagione passa al Vitesse. Qui vi resta fino al campionato 1998-99, culminato con la qualificazione della squadra alla Coppa UEFA.
Quindi il Liverpool scelse di puntare su di lui dopo la partenza di David James: al termine della stagione del suo debutto in Premier League, i Reds sono il club con il minor numero di reti subite (30). L'anno successivo, in occasione della finale di Coppa di Lega decisa ai rigori contro il Birmingham, la sua parata sul calcio di rigore di Andy Johnson fu decisiva per la conquista del trofeo. Lo stesso anno vince anche la Coppa UEFA. In seguito il Liverpool acquistò i portieri Jerzy Dudek e Chris Kirkland, e Westerveld perse il posto da titolare.
Nel 2001 si trasferisce in Spagna, vestendo la maglia del Real Sociedad: durante la sua permanenza ottiene un secondo posto al termine della Liga 2002-2003, piazzamento che permise ai baschi di partecipare alla seguente edizione della Champions League, in cui il club arrivò fino agli ottavi di finale. Dopo un prestito al Maiorca il portiere olandese passò al Portsmouth, salvo essere girato nuovamente in prestito, questa volta all'Everton complice l'emergenza che vide contemporaneamente indisponibili i compagni di reparto Nigel Martyn, Richard Wright e Iain Turner. Ritornato al Portsmouth, venne svincolato da Harry Redknapp nel maggio 2006.
Successivamente è nuovamente di scena in Spagna difendendo la porta dell'Almería, squadra di seconda divisione che conquistò la promozione a fine stagione. Una volta scaduto il contratto con gli spagnoli il giocatore fa ritorno in patria, legandosi per un anno con lo Sparta Rotterdam. Nell'estate 2009 supera un provino con il Monza, club militante in Lega Pro Prima Divisione, firmando un contratto.
Il 12 agosto 2011 Westerveld, all'età di 36 anni, firma un accordo biennale con il club sudafricano dell'Ajax Cape Town. Nel giugno 2013, scaduto il contratto, diventa allenatore dei portieri della squadra per la stagione 2013-2014.

### Nazionale
Conta 6 presenze nella Nazionale nederlandese. Ha partecipato a due edizioni degli Europei: Euro 2000, in cui è sceso in campo tre volte alternandosi con il titolare Edwin van der Sar e fornendo anche un assist a Boudewijn Zenden con un lancio dalla propria trequarti, ed Euro 2004, dove invece è rimasto sempre in panchina come riserva di van der Sar.

## Statistiche

### Cronologia presenze e reti in nazionale
| Cronologia completa delle presenze e delle reti in nazionale ― Paesi Bassi | Cronologia completa delle presenze e delle reti in nazionale ― Paesi Bassi | Cronologia completa delle presenze e delle reti in nazionale ― Paesi Bassi | Cronologia completa delle presenze e delle reti in nazionale ― Paesi Bassi | Cronologia completa delle presenze e delle reti in nazionale ― Paesi Bassi | Cronologia completa delle presenze e delle reti in nazionale ― Paesi Bassi | Cronologia completa delle presenze e delle reti in nazionale ― Paesi Bassi | Cronologia completa delle presenze e delle reti in nazionale ― Paesi Bassi |
| Data                                                                       | Città                                                                      | In casa                                                                    | Risultato                                                                  | Ospiti                                                                     | Competizione                                                               | Reti                                                                       | Note                                                                       |
| -------------------------------------------------------------------------- | -------------------------------------------------------------------------- | -------------------------------------------------------------------------- | -------------------------------------------------------------------------- | -------------------------------------------------------------------------- | -------------------------------------------------------------------------- | -------------------------------------------------------------------------- | -------------------------------------------------------------------------- |
| 8-6-1999                                                                   | Goiânia                                                                    | Brasile                                                                    | 3 – 1                                                                      | Paesi Bassi                                                                | Amichevole                                                                 | -3                                                                         |                                                                            |
| 29-3-2000                                                                  | Bruxelles                                                                  | Belgio                                                                     | 2 – 2                                                                      | Paesi Bassi                                                                | Amichevole                                                                 | -2                                                                         |                                                                            |
| 16-6-2000                                                                  | Rotterdam                                                                  | Danimarca                                                                  | 0 – 3                                                                      | Paesi Bassi                                                                | Euro 2000 - 1º turno                                                       | -                                                                          | 89’                                                                        |
| 21-6-2000                                                                  | Amsterdam                                                                  | Francia                                                                    | 2 – 3                                                                      | Paesi Bassi                                                                | Euro 2000 - 1º turno                                                       | -2                                                                         |                                                                            |
| 25-6-2000                                                                  | Rotterdam                                                                  | Paesi Bassi                                                                | 6 – 1                                                                      | Jugoslavia                                                                 | Euro 2000 - Quarti di finale                                               | -1                                                                         | 65’                                                                        |
| 28-2-2001                                                                  | Amsterdam                                                                  | Paesi Bassi                                                                | 0 – 0                                                                      | Turchia                                                                    | Amichevole                                                                 | -                                                                          | 46’                                                                        |
| Totale                                                                     |                                                                            | Presenze                                                                   | 6                                                                          |                                                                            | Reti                                                                       | -8                                                                         |                                                                            |

## Palmarès

### Club

#### Competizioni nazionali
- Coppa d'Inghilterra: 1

Liverpool: 2000-2001
- Coppa di Lega inglese: 1

Liverpool: 2000-2001
- Charity Shield: 1

Liverpool: 2001

#### Competizioni internazionali
- Coppa UEFA: 1

Liverpool: 2000-2001
- Supercoppa UEFA: 1

Liverpool: 2001